# German Football League

Mapa German Football League

German Football League (zkráceně GFL) je německá liga amerického fotbalu, která byla založena v roce 1979. Liga hraje podle pravidel americké NCAA. V roce 1999 změnila liga název z American football Bundes-Liga na German Football League, který se používá dodnes. První zápas amerického fotbalu v Německu se odehrál v roce 1977, kdy první německý tým Frankfurt Löwen odehrál zápas proti Armádě USA. Finále ligy se jmenuje German Bowl, nejvíc titulů získal tým New Yorker Lions. Aktuální mistr GFL je Potsdam Royals (2024). V GFL je 16 týmů rozděleno do dvou divizí (sever, jih), po základní části postupují první čtyři týmy z každé divize do play off hraného na jedno vítězství. Poslední týmy hrají baráž (doma, venku) s vítězi GFL2, o setrvání v soutěži.
GFL2 je druhá Německá liga v americkém fotbalu, hraje v ní 16 týmů rozdělených do dvou divizí (sever, jih) a vítězové obou divizí hrají baráž s posledními týmy GFL o postup.